# 1977 no teatro

## Nascimentos
| Data          | Nome                     | Profissão     | Nacionalidade | Observações | Ref |
| ------------- | ------------------------ | ------------- | ------------- | ----------- | --- |
| 17 de maio    | Alessandra Maestrini     | atriz         | Brasil        |             |     |
| 27 de junho   | Antonio Carlos de Niggro | ator e rapper | Brasil        |             |     |
| 18 de julho   | Kelly Reilly             | atriz         | Reino Unido   |             |     |
| 27 de julho   | Jonathan Rhys Meyers     | ator          | Irlanda       |             |     |
| 31 de outubro | Larissa Maciel           | atriz         | Brasil        |             |     |

## Mortes
| Data          | Nome            | Profissão                    | Nacionalidade | Observações | Ref |
| ------------- | --------------- | ---------------------------- | ------------- | ----------- | --- |
| 22 de janeiro | Maysa Matarazzo | atriz, cantora e compositora | Brasil        | n. 1936     |     |